# Roberto González senior
Roberto González Valdez, auch bekannt als Roberto González senior, ist ein ehemaliger mexikanischer Autorennfahrer.

## Karriere als Rennfahrer
Der Vater von Roberto junior und Ricardo González war in den 1970er-Jahren als Sportwagenpilot aktiv. Er startete in der mexikanischen Sportwagen-Meisterschaft und mehrmals beim 12-Stunden-Rennen von Sebring. Sein größter internationaler Erfolg war der dritte Gesamtrang beim 12-Stunden-Rennen von Sebring 1976. González und sein Teampartner Roberto Quintanilla hatten in ihrem Porsche Carrera RSR im Ziel drei Runden Rückstand auf die Sieger Al Holbert und Michael Keyser, die ebenfalls einen Porsche Carrera RSR fuhren.

## Statistik

### Sebring-Ergebnisse
| Jahr | Team            | Fahrzeug            | Teamkollege         | Teamkollege | Platzierung | Ausfallgrund |
| ---- | --------------- | ------------------- | ------------------- | ----------- | ----------- | ------------ |
| 1972 | Vincent Collins | Chevrolet Camaro    | Vincent Collins     | Jack Beall  | Ausfall     | Motorschaden |
| 1976 | John McClelland | Porsche Carrera RSR | Roberto Quintanilla |             | Rang 3      |              |

### Einzelergebnisse in der Sportwagen-Weltmeisterschaft
| Saison | Team            | Rennwagen        | 1   | 2   | 3   | 4   | 5   | 6   | 7   | 8   | 9   | 10  | 11  |
| ------ | --------------- | ---------------- | --- | --- | --- | --- | --- | --- | --- | --- | --- | --- | --- |
| 1972   | Vincent Collins | Chevrolet Camaro | BUA | DAY | SEB | BRH | MON | SPA | TAR | NÜR | LEM | ZEL | WAT |
| 1972   | Vincent Collins | Chevrolet Camaro | DNF |     |     |     |     |     |     |     |     |     |     |